# Bruce Russell
Pour les articles homonymes, voir Russell.
Bruce Russell, né en 1960, est un musicien expérimental néo-zélandais.

## Biographie
Membre fondateur et guitariste du trio de noise rock The Dead C et du combo d'improvisation bruitiste A Handful of Dust (avec Alastair Galbraith), il a également réalisé plusieurs albums solo mêlant guitare et manipulation de Bandes magnétiques.
Il a fondé le label discographique Xpressway, qui a édité de nombreuses cassettes et quelques disques au cours de sa brève existence (de 1985 au début des années 1990). Il a ensuite créé un autre label, Corpus Hermeticum. Tandis que Xpressway n'a sorti que de la musique  d'artistes néo-zélandais, Corpus Hermeticum s'intéresse également à des artistes du monde entier, toujours dans une optique d'expérimentation libre et d'improvisation.

## Discographie
- Project for a Revolution in New York
- Maximalist Mantra Music
- Painting the Passports Brown
- Sights (avec Ralf Wehowsky)
- Birchville Cat Motel & Bruce Russell (avec Birchville Cat Motel)
- Midnight Crossroads Tape Recorder Blues (avec Ralf Wehowsky)
- 21st Century Field Hollers and Prison Songs (w.m.o/r 2006)